# Черномор Ігор Сергійович
Ігор Сергійович Черномор (нар. 25 лютого 1985, Кіровоград, УРСР) — український футболіст, захисник та півзахисник аматорського клубу «Дружба» (Очеретувате).

## Клубна кар'єра

### Ранні роки
Народився в Кіровограді. Футбольний шлях розпочав у «Ниві-Світанок». З 1999 по 2000 рік виступав у молодіжних кіровоградських клубах «Зірка» та «Зірка-Ліцеум». У 2001 році виступав за молодіжку «Шахтаря-2». З 2002 по 2003 рік захищав кольори молодіжної команди кіровоградського «Олімпіка».

### Перші кроки у професіональному футболі
Дорослу футбольну кар'єру розпочав у 2001 році в донецькому «Металурзі-2». Дебютував у складі донеччан 3 вересня 2001 року в програному (1:3) виїзному поєдинку 7-о туру групи В Другої ліги проти донецького «Шахтаря-3». Ігор вийшов у стартовому складі, а на 69-й хвилині його замінив Павло Сизихін. У футболці «Металурга-2» провів 2 поєдинки. Під час зимової перерви перейшов у дружківський «Машинобудівник». Дебютував у футболці клубу з Дружківки 8 травня 2002 року в програному (1:2) виїзному поєдинку 26-о туру групи В Другої ліги проти дніпродзержинської «Сталі». Черномор вийшов на поле на 43-й хвилині, замінивши Ігора Климовського. У складі «Машинобудівника» в Другій лізі зіграв 9 матчів. У 2002 році був у заявці клубу «Ікар-МАКБО», яка виступала в аматорському чемпіонаті України, але в цьому турнірі не провів жодного поєдинку. У другій частині сезону 2002/03 років перебував на контракті в кіровоградській «Зірці». Дебютував за кіровоградців 2 червня 2003 року в переможному (2:0) домашньому поєдинку 31-о туру Першої ліги проти ФК «Красиліва». Ігор вийшов на поле на 85-й хвилині, замінивши Ігора Кріля. Цей поєдинок виявився до Черномора єдиним у складі «Зірки».

### «Олімпія ФК АЕС» та «Гірник-спорт»
Напередодні старту сезону 2003/04 років перейшов до южноукраїнської «Енергії». Дебютував у футболці южноукраїнського клубу 16 серпня 2003 року в переможному (3:2) домашньому поєдинку 3-о туру групи Б Другої ліги проти комсомольського «Гірника-спорту». Ігор вийшов на поле в стартовому складі та відіграв увесь матч. Дебютним голом на професіональному рівні відзначився 18 квітня 2004 року на 86-й хвилині переможного (2:0) виїзного поєдинку 20-о туру групи Б Другої ліги проти криворізького «Кривбасу-2». Черномор вийшов на поле на 46-й хвилині, замінивши Андрій Бєльчика. В команді відіграв один сезон, за цей час у Другій лізі провів 23 матчі та відзначився 1 голом.
Наступний сезон розпочав вже в складі «Гірника-спорту». У футболці комсомольського клубу дебютував 24 липня 2004 року в програному (0:1) виїзному поєдинку 1-о туру групи В Другої ліги проти МФК «Олександрії». Ігор вийшов у стартовому складі та відіграв увесь матч. Дебютним голом за команду відзначився 2 жовтня 2004 року на 49-й хвилині переможного (1:0) домашнього поєдинку 9-о туру групи В Другої ліги проти полтавської «Ворскли-2». Черномор вийшов на поле в стартовому складі та відіграв увесь матч, а на 49-й хвилині отримав жовту картку. У складі «Гірника-спорту» в Другій лізі зіграв 26 матчів та відзначився 5-а голами.

### МФК «Олександрія» та «Спартак» (Суми)
У 2005 році напередодні старту нового сезону підсилив МФК «Олександрію». У футболці «муніципалів» дебютував 6 квітня 2006 року в програному (1:4) домашньому поєдинку 14-о туру групи В Другої ліги проти донецького «Шахтаря-3». Ігор вийшов на поле в стартовому складі та відіграв увесь матч. За олександрійську команду зірав 8 матчів у Другій лізі.
Сезон 2006/07 років розпочав у сумському «Спартак» (С). Дебютував за команду з обласного центру Сумщини 26 вересня 2006 року в програному (0:2) виїзному поєдинку 11-о туру Першої ліги проти бориспільського «Борисфену». Черномор вийшов на поле в стартовому складі та відіграв увесь матч. Наприкінці вересня та у жовтні 2006 року зіграв 3 матчі за «Спартак» у Першій лізі, після чого залишив клуб.

### Вояж до Молдови та повернення в «Зірку»
По ходу сезону 2006/07 років виїхав до Молдови, де підписав контракт з клубом «Іскра-Сталь» (Рибниця), який виступав у Вищому дивізіоні чемпіонату Молдови. В цьому турнірі відіграв 14 матчів та відзначився 1 голом. У сезоні 2007/08 років по півроку відіграв в клубах «Іскра-Сталь» (9 матчів) та «Бешикташ» (Кишинів).
Напередодні початку сезону 2008/09 років повернувся до України, де знову став гравцем кіровоградської «Зірки». Дебютував у складі кіровоградської команди 13 вересня 2009 року в програному (0:1) домашньому поєдинку 1/16 фіналу кубку України проти полтавської «Ворскли». Черномор вийшов на поле в стартовому складі та відіграв увесь матч. У Другій лізі дебютував за кіровоградців 23 вересня 2008 року в нічийному (1:1) виїзному поєдинку 11-о туру групи Б проти криворізького «Гірника». Ігор вийшов на поле на 64-й хвилині, замінивши Андрія Шибка. У першій частині сезону 2008/09 років у футболці «Зірки» зціграв 4 матчі в Другій лізі та 1 поєдинок у кубку України.

### «Кремінь» (Кременчук) та «Шахтар» (Свердловськ)
Взимку 2009 року залишив кіровоградський клуб і перейшов до «Кременя». У складі кременчуцького клубу дебютував 4 квітня 2009 року в програному (1:3) виїзному поєдинку 22-о туру групи Б Другої ліги проти кіровоградської «Зірки». Черномор вийшов у стартовому складі та відіграв увесь матч. Дебютним голом за кременчужан відзначився 18 липня 2009 року на 70-й хвилині програного (1:2) виїзного поєдинку 1-о попереднього раунду кубку України проти іллічівського «Бастіону». Ігор вийшов у стартовому складі та відіграв увесь матч. У Другій лізі відзначився дебютним голом за «Кремінь» 24 жовтня 2009 року на 77-й хвилині переможного (2:1) домашнього поєдинку 14-о туру групи Б проти «Сум». У футболці кременчуцького клубу в Другій лізі зіграв 42 матч та відзначився 2-а голами, ще 4 поєдинки (1 гол) провів у кубку України. Під час зимової перерви сезону 2010/11 років перейшов у свердловський «Шахтар». Дебютував у футболці свердлвського клубу 16 квітня 2011 року в переможному (2:1) домашньому поєдинку 15-о туру групи Б Другої ліги проти маріупольського «Іллічівця-2». Черномор вийшов на поле з капітанською пов'язкою в стартовому складі та відіграв увесь матч. У складі «гірників» зіграв 7 матчів у Другій лізі. Напередодні старту сезону 2011/12 років повернувся в «Кремінь». Дебютував після свого повернення за кременчуцький клуб 23 липня 2011 року в нічийному (2:2) виїзному поєдинку 1-о туру групи Б Другої ліги проти свердловського «Шахтаря». Ігор вийшов на поле в стартовому складі та відіграв увесь матч, а на 45+2-й хвилині отримав жовту картку. Дебютним голом за «Кремінь» відзначився 13 серпня 2011 року на 40-й хвилині переможного (3:0) домашнього поєдинку 4-о туру групи Б Другої ліги проти дніпропетровського «Дніпра-2». Черномор вийшов на поле в стартовому складі та відіграв увесь матч. У футболці кременчуцького клубу в Другій лізі зіграв 17 матчів та відзначився 2-а голами, ще 1 поєдинок провів у кубку України.

### «Кристал» (Херсон), «Кремінь» та завершення професіональної кар'єри
Напередодні початку сезону 2012/13 років підсилив херсонський «Кристал», але через травми тривалий час не міг грати. Дебютував у футболці херсонського клубу 13 квітня 2013 року в переможному (2:1) домашньому поєдинку 1-о туру групи 3 Другої ліги проти ялтинської «Жемчужини». Ігор вийшов на поле в стартовому складі та відіграв увесь матч. Дебютним голом за херсонців відзначився 27 квітня 2013 року на 7-й хвилині переможного (3:0) виїзного поєдинку 3-о туру групи 3 Другої ліги проти хмельницького «Динамо». Ігор вийшов на поле в стартовому складі та відіграв увесь матч. У футболці «Кристала» в Другій лізі зіграв 5 матчів та відзначився 2-а голами. У грудні 2013 року залишив херсонський клуб та знову повернувся до «Кременя». Дебютував за кременчуцький клуб 7 серпня 2013 року в програному (0:1) виїзному поєдинку 2-о попереднього раунду кубку України проти тернопільської «Ниви». Черномор вийшов на поле на 46-й хвилині, замінивши Володимира Олефіра. У другій лізі дебютував за «Кремінь» 11 серпня 2013 року в програному (0:1) виїзному поєдинку 5-о туру проти новокаховської «Енергії». Ігор вийшов на поле в стартовому складі, а на 87-й хвилині його замінив Ваге Саркісян. У складі кременчуцького клубу зіграв 4 матчі в Другій лізі та 1 поєдинок у кубку України.
Через постійні травми змушений був завершити кар'єру професіонального футболіста, але продовжив виступи на аматорському рівні. З 2014 по 2015 рік захищав кольори ФК «Глобине», а в 2016 році — ФК «Велика Багачка». З 2017 році виступає в клубі «Дружба» (Очеретувате).

## Стиль гри
Виконує стандарти, вміло підключається на подачі, забиває.

## Статистика виступів

### Клубна
Станом на 29 вересня 2009 року
| Клуб                   | Сезон   | Ліга  | Ліга | Кубок | Кубок | Загалом | Загалом |
| Клуб                   | Сезон   | Матчі | Голи | Матчі | Голи  | Матчі   | Голи    |
| ---------------------- | ------- | ----- | ---- | ----- | ----- | ------- | ------- |
| «Машинобудівник»       | 2001–02 | 9     | 0    | 0     | 0     | 9       | 0       |
| «Машинобудівник»       | Загалом | 9     | 0    | 0     | 0     | 9       | 0       |
| «Металург-2» (Донецьк) | 2001–02 | 1     | 0    | 0     | 0     | 1       | 0       |
| «Металург-2» (Донецьк) | Загалом | 1     | 0    | 0     | 0     | 1       | 0       |
| «Зірка»                | 2002–03 | 1     | 0    | 0     | 0     | 1       | 0       |
| «Зірка»                | Загалом | 1     | 0    | 0     | 0     | 1       | 0       |
| «Енергія»              | 2003–04 | 23    | 1    | 0     | 0     | 23      | 1       |
| «Енергія»              | Загалом | 23    | 1    | 0     | 0     | 23      | 1       |
| «Гірник-спорт»         | 2004–05 | 19    | 2    | 0     | 0     | 19      | 2       |
| «Гірник-спорт»         | Загалом | 19    | 2    | 0     | 0     | 19      | 2       |
| МФК «Олександрія»      | 2005–06 | 8     | 0    | 0     | 0     | 8       | 0       |
| МФК «Олександрія»      | Загалом | 8     | 0    | 0     | 0     | 8       | 0       |
| «Спартак» (Суми)       | 2006–07 | 3     | 0    | 0     | 0     | 3       | 0       |
| «Спартак» (Суми)       | Загалом | 3     | 0    | 0     | 0     | 3       | 0       |
| «Іскра-Сталь»          | 2006–07 | 14    | 1    | 0     | 0     | 14      | 1       |
| «Іскра-Сталь»          | 2007–08 | 11    | 0    | 0     | 0     | 11      | 0       |
| «Іскра-Сталь»          | Загалом | 25    | 1    | 0     | 0     | 25      | 1       |
| «Зірка»                | 2008–09 | 4     | 0    | 1     | 0     | 4       | 0       |
| «Зірка»                | Загалом | 4     | 0    | 1     | 0     | 4       | 0       |
| «Кремінь»              | 2008–09 | 10    | 0    | 0     | 0     | 10      | 0       |
| «Кремінь»              | 2009–10 | 7     | 0    | 1     | 1     | 8       | 1       |
| «Кремінь»              | Загалом | 17    | 0    | 1     | 1     | 18      | 1       |
| Кар'єра                | Загалом | 110   | 4    | 2     | 1     | 112     | 5       |